# Simon III. (Sponheim-Kreuznach)
Simon III. (* nach 1330; † 30. August 1414) war letzter regierender Graf der vorderen Grafschaft Sponheim aus der Linie Sponheim-Kreuznach sowie durch Ehe Graf von Vianden.

## Leben und Wirken
Simon III. war der einzige Sohn von Graf Walram. Bereits 1348 heiratete Simon Maria von Vianden und brachte damit dem Haus Sponheim-Kreuznach mit der Stadt und Grafschaft Vianden eine wichtige territoriale Erwerbung ein. 1371 geriet Simon für mehrere Jahre in Gefangenschaft, die er erst nach Zahlung eines hohen Lösegeldes verlassen konnte. Durch den frühen Tod seines Sohnes Walram starben die Grafen von Sponheim-Kreuznach in männlicher Linie aus. Simon III. wurde im Chor der Stadtpfarrkirche von Kreuznach begraben. Seine inzwischen verlorene Grabinschrift war dort noch 1839 vorhanden.

## Nachkommen
- Walram († 1382)
- Maria († 1373)
- Elisabeth († 1417), ⚭ I) Graf Engelbert III. von der Mark († 1391), ⚭ II) Kurprinz Ruprecht Pipan von der Pfalz († 1397)